# Bastogne (járás)
Bastogne járás egyike a belgiumi Luxembourg tartományban található öt járásnak. A járás területe 1043 km², lakossága 44 012 fő (2008. január 1-jei adat), egyike Belgium legritkábban lakott területeinek. A járás központja Bastogne város.

## Története
A járást 1823-ban hozták létre Bastogne, Fauvillers, Houffalize és Sibret kantonok egyesítésével, illetve a Marche-en-Famenne és Diekirch járásokból települések idecsatolásával. 1843-ban a belga-luxemburgi határ végleges kijelölésekor további kisebb településeket csatoltak ide. 1905-ben a járás határait ismét módosították a belga Tintange és Villers-la-Bonne-Eau, illetve néhány szomszédos luxemburgi település közötti határok pontosításával.
1977-ben a belga közigazgatási reform keretén belül Juseret és Lavacherie településeket csatolták ide Neufchâteau járásból, illetve Arbrefontaine települést csatolták Verviers járáshoz.

## A járás települései
Önálló települések:
| - Bastogne - Bertogne - Fauvillers - Gouvy - Houffalize - Sainte-Ode - Vaux-sur-Sûre - Vielsalm |

Résztelepülések:
| - Amberloup - Bastogne - Beho - Bertogne - Bihain - Bovigny - Cherain - Fauvillers - Flamierge - Grand-Halleux - Hollange - Hompré |

| - Houffalize - Juseret - Lavacherie - Limerlé - Longchamps - Longvilly - Mabompré - Mont - Montleban - Morhet - Nadrin - Nives |

| - Noville - Petit-Thier - Sibret - Tailles - Tavigny - Tillet - Tintange - Vaux-lez-Rosières - Vielsalm - Villers-la-Bonne-Eau - Wardin - Wibrin |

## A népesség alakulása
- Forrás:1806 és 1970 között=népszámlálások; 1980 után= lakosok száma január 1-jén a népességnyilvántartóban

## Fordítás
- Ez a szócikk részben vagy egészben  az   Arrondissement administratif de Bastogne című francia Wikipédia-szócikk fordításán alapul.  Az eredeti cikk szerkesztőit annak laptörténete sorolja fel. Ez a jelzés csupán a megfogalmazás eredetét és a szerzői jogokat jelzi, nem szolgál a cikkben szereplő információk forrásmegjelöléseként.

## Lásd még
- Arlon (járás)
- Neufchâteau (járás)
- Marche-en-Famenne (járás)
- Virton (járás)